# Bahamas Leaks
Les Bahama Leaks sont 1,3 million de fichiers internes au registre des sociétés des Bahamas. Après la publication des Panama Papers, une source inconnue a remis en 2016 les données internes du registre national des entreprises des Bahamas à Frederik Obermaier et Bastian Obermayer, qui les ont analysées avec l'aide du Consortium international des journalistes d'investigation (ICIJ). Parallèlement, l'ICIJ, la Süddeutsche Zeitung et d'autres partenaires médiatiques ont publié des rapports détaillés avant de publier une base de données en ligne d'entités offshore.
Les fichiers ont fourni des données sur 175 888 sociétés écrans et fiducies qui ont été créées aux Bahamas entre 1990 et 2016. Les 38 gigaoctets de données ont montré que « plusieurs chefs d'État et de gouvernement actuels et anciens et des politiciens de haut rang, y compris l'ancienne commissaire européenne Neelie Kroes ; l'ancien ministre colombien des Mines Carlos Caballero Argáez ; Hamad bin Jassim bin Jaber Al Thani, l'ancien Premier ministre du Qatar et le vice-président de l'Angola, Manuel Domingos Vicente, étaient respectivement directeurs, secrétaires ou présidents d'entreprises des Bahamas ».

## Base de données des Offshore Leaks
Combinée avec des documents des Panama Papers et d'autres documents offshore divulgués pour la première fois, une base de données gratuite des sociétés offshore a été mise à la disposition du public. La base de données Offshore Leaks contient des informations sur 500 000 entités liées à 200 pays et territoires,.